# Старце (Изернија)
Старце је насеље у Италији у округу Изернија, региону Молизе.
Према процени из 2011. у насељу је живело 41 становника. Насеље се налази на надморској висини од 292 м.